# Manzil
Manzil o Manzal (en árabe en árabe: مَنْزِل‎) es un elemento toponímico repetido con cierta frecuencia en el antiguo territorio de Al-Ándalus así como en el Magreb actual. Deriva de la raíz nzl (en árabe: نزل‎) con el significado original de 'bajar, descender [del caballo]' y, por extensión 'hospedarse, instalarse'. De ahí, el término manzil tomó el significado de 'hostal o albergue' que, sin embargo, pasó también a significar 'morada' en un sentido más vago y amplio, como el de lugar o vecindad, en la misma línea que el occitano ostal ('casa, residencia') o el mismo latín villa ('hacienda') > villa.
De la acepción 'caserío' o 'lugar' quedan muchos topónimos en España (Masanasa, Masarrochos, Mislata, etc.) así como en el conjunto del Magreb (Menzel Temim, Menzel Gemil, Menzel Burgibà, etc.).